# Centre galàctic
El centre galàctic és el centre de rotació de la Via Làctia. Es troba a uns 7,6 kiloparsecs (24,800 al) de la Terra, en la direcció de la constel·lació de Sagitari, on la nostra galàxia es mostra més brillant. En el centre de la nostra galàxia hi ha un forat negre supermassiu.

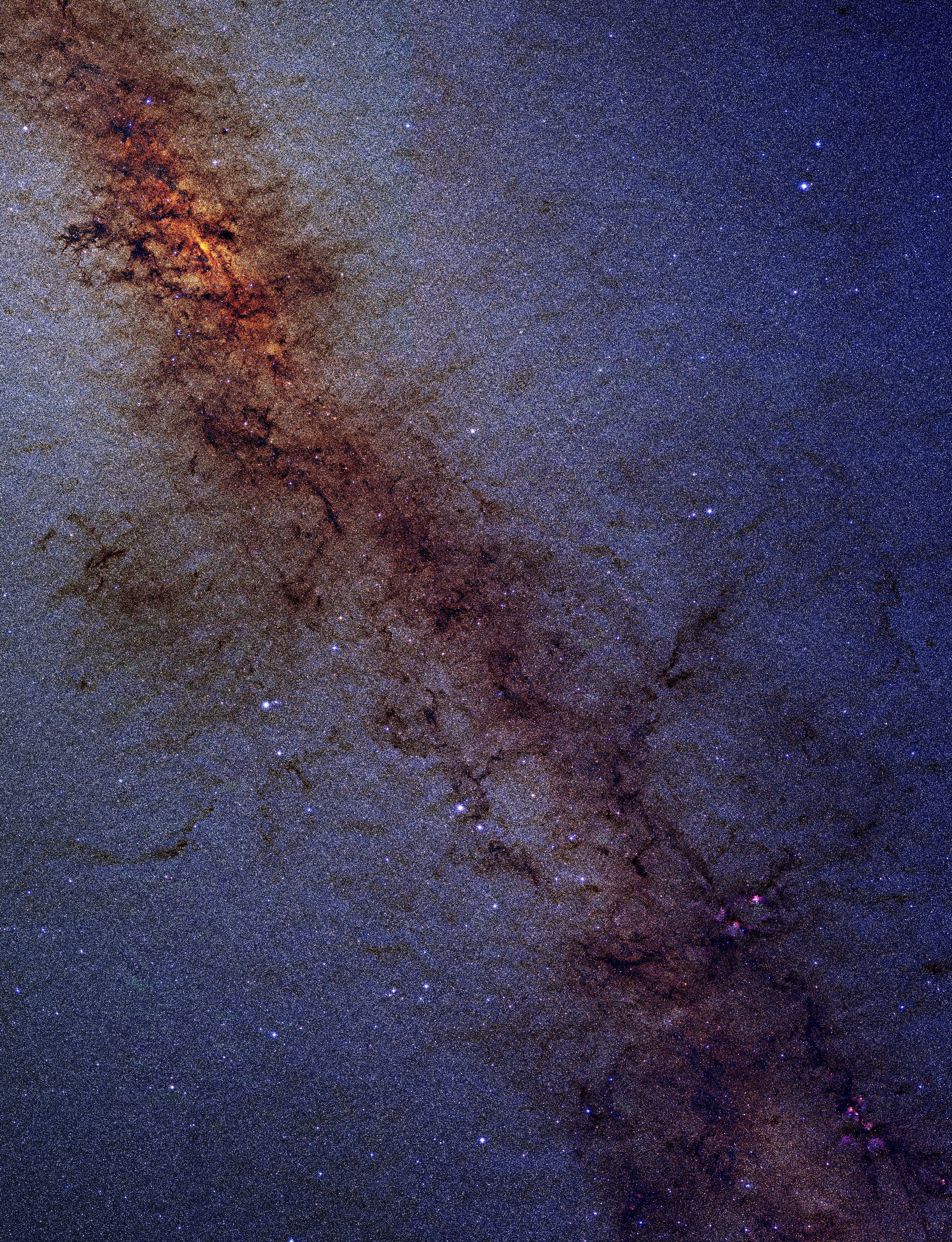
Centre de la galàxia vist per telescopi d'infraroig

## Localització
A causa del fet que, al llarg de la línia de visió, hi ha pols interestel·lar freda, no es pot estudiar el centre galàctic amb llum visible, ultraviolada o ones de raigs X febles. Tota la informació disponible prové de les observacions en raigs gamma, raigs X forts, infraroig i longitud d'ona de ràdio i submil·limètrica.
Harlow Shapley va trobar les primeres coordenades del centre galàctic el 1918, en el seu estudi sobre la distribució dels cúmuls globulars. En el sistema de coordenades equatorials són: ar 17h45m40.04s, Dec -29° 00' 28.1" (època J2000.0).
La complexa font de ràdio Sagitari A sembla localitzar-se pràcticament al centre galàctic, i conté una intensa font de ràdio compacta, Sagitari A*, que coincideix amb un forat negre supermassiu del centre de la nostra galàxia. Una acreció de gas cap al forat negre, probablement associada a un disc d'acreció al seu voltant, proporcionaria l'energia per a la font de ràdio, molt més gran que la del mateix forat negre, que és massa petit per a ser vist amb l'instrumental disponible.

## Població estel·lar

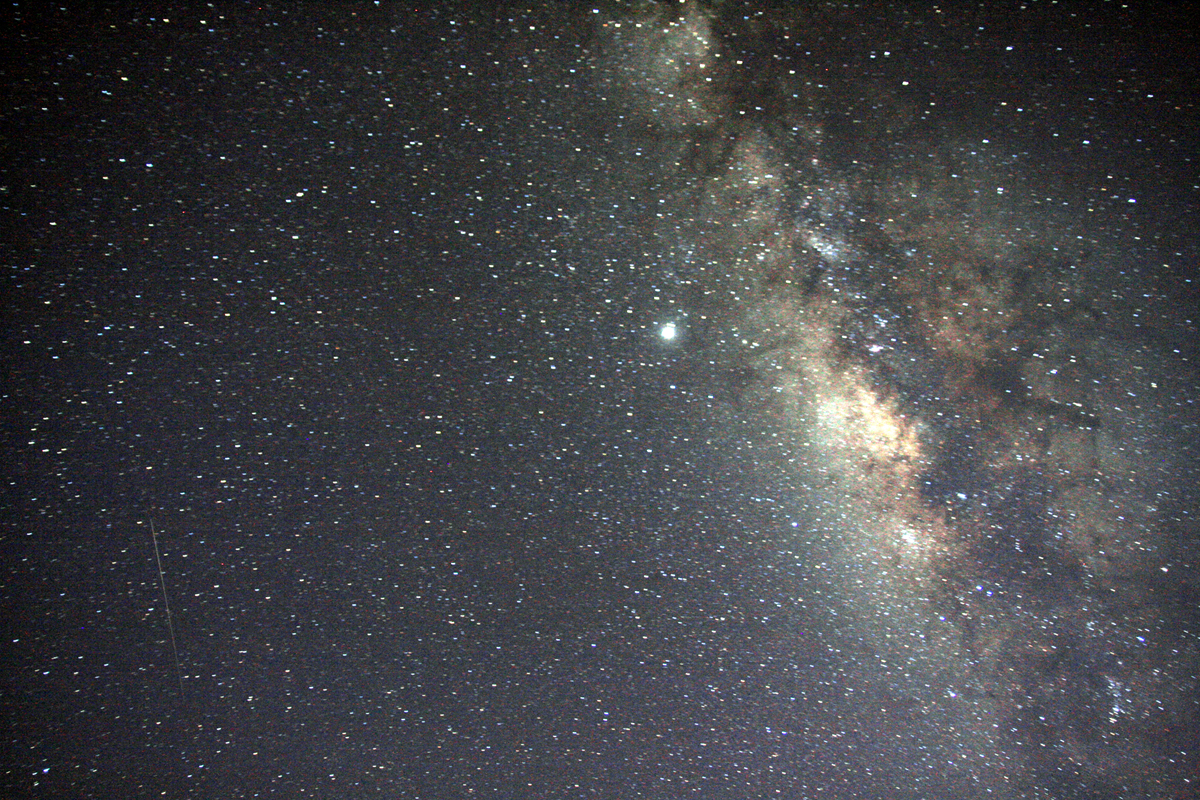
El centre de la Via Làctia i un meteor

El parsec central al voltant de Sagittarius A*  conté milers d'estels. La majoria són vells estels vermells de la seqüència principal. El centre galàctic és també ric en estels supermassius. S'hi han identificat més de 100 estels OB i estels de Wolf-Rayet, que sembla que es devien formar en un sol episodi de formació estel·lar, fa tan sols un pocs milions d'anys. L'existència d'aquests relativament jóvens estels (encara que evolucionats) va suposar una sorpresa per als experts, que esperaven que les forces de marea del forat negre central n'haurien impedit la formació. Aquesta paradoxa de joventut és encara més remarcable per a estels que es troben en òrbites ben petites al voltant de Sagittarius A*, com l'estel S2. Els possibles escenaris que explicarien aquesta formació estel·lar serien o bé cúmuls estel·lars fora del centre de la galàxia que haurien migrat a la localització actual un cop formats els estels, o bé la formació estel·lar dins un disc d'acreció de gas compacte i massiu al voltant del forat negre central. És interessant el fet que la majoria d'aquests 100 estels joves massius semblen concentrar-se en un disc (d'acord amb el grup UCLA Arxivat 2017-06-26 a Wayback Machine.) o dos discs (d'acord amb el grup MPE ), i no es troben distribuïts a l'atzar dins el parsec central. Aquesta observació, tanmateix, no permet conclusions definitives.
Sembla que, actualment, no hi ha formació estel·lar en el centre galàctic, encara que el disc circumnuclear de gas molecular que orbita en el centre galàctic a dos parsecs sembla un lloc favorable per a la formació estel·lar. Antony Stark i Chris Martin van presentar un treball el 2002 de mapeig de la densitat del gas en una regió de 400 anys llum al voltant del centre galàctic, que ha revelat un anell acumulatiu amb una massa de diversos milions de vegades la del Sol i prop de la densitat crítica per a la formació estel·lar. Aquests autors prediuen que, aproximadament en 200 milions d'anys, hi haurà un episodi de Starburst en el centre de la galàxia, amb molts estels formant-se ràpidament i convertint-se en supernoves un centenar de vegades més de pressa que ara. Aquest esclat podria anar acompanyat de la formació de jets relativistes en caure la matèria en el forat negre central. Es creu que la Via Làctia presenta un episodi de Starburst d'aquest tipus cada 500 milions d'anys.